# Gianfranco Cecchin
(G. Cecchin, G. Lane, W. A. Ray, Verità e pregiudizi)
Gianfranco Cecchin (Nogarole Vicentino, 22 agosto 1932 – Brescia, 2 febbraio 2004) è stato uno psichiatra e psicoterapeuta italiano, fondatore  - insieme a Mara Selvini Palazzoli, Luigi Boscolo e Giuliana Prata - del movimento di terapia familiare sistemica oggi noto in gran parte del mondo come "Milan Approach".

## Biografia
Rientrato a Milano da New York, dove aveva studiato e lavorato fino alla fine degli anni 60, fu chiamato assieme all'amico Luigi Boscolo e a Giuliana Prata da Mara Selvini Palazzoli che, appassionatasi agli studi sulla comunicazione compiuti da Paul Watzlawick e dalla Scuola di Palo Alto, intendeva costituire un'équipe di terapia familiare per curare la schizofrenia e l'anoressia nervosa, cui da sempre si dedicava, da psicoanalista, con passione.
Fino alle soglie degli anni 80 partecipò all'avventura del Milan Team: nel 1980 divenne co-direttore - con Luigi Boscolo - del "Centro milanese di terapia familiare"; entrambi cominciarono a portare il nuovo Modello Milanese nel mondo attraverso conferenze e seminari. Negli Stati Uniti Lynn Hoffman e Peggy Penn diedero alle stampe, con Cecchin e Boscolo, il volume Milan systemic family therapy, una vivace conversazione con i due maestri milanesi che fu tradotta in vari paesi e divenne il veicolo del nuovo modo di fare la terapia familiare che veniva dall'Italia.
La carriera di Cecchin si svolse tra gli anni 90 e i primi anni del 2000 parallelamente a quella di Luigi Boscolo. Scrisse libri e articoli soprattutto con collaboratori italiani e anglosassoni.
Le idee che maggiormente caratterizzarono la sua opera furono quella di curiosità, che preferì alla più fredda neutralità di origine psicoanalitica, e quella di irriverenza. Approfondì e nobilitò il concetto di pregiudizio, riprendendolo forse da Hans-Georg Gadamer e proponendone un'originale interpretazione: qualunque conoscenza a priori attraverso la quale il terapeuta osserva la realtà - compreso dunque il bagaglio di conoscenze teoriche appreso nella formazione - costituisce il suo set di pregiudizi. E dal momento che non è possibile non avere un pregiudizio, questo diventa, anziché ostacolo ad una comprensione "pura" ed "oggettiva", potente strumento di conoscenza.
Il suo pensiero mostra una stretta parentela col decostruzionismo e il postmodernismo. Come terapeuta, lo si colloca generalmente nella cornice del conversazionalismo e dell'approccio narrativo, sebbene non abbia mai perso occasione di dichiarare la sua irriducibile fiducia nel "pregiudizio" sistemico (anzi, scherzando, usava rivendicare il suo "integralismo sistemico").
Morì all'inizio del 2004 in un incidente notturno sull'autostrada vicino a Brescia.
Il consiglio Comunale di Milano, nella seduta del 12 febbraio 2004, ha voluto commemorare la sua tragica scomparsa:
(Giovanni Marra)

## Opere
- Gianfranco Cecchin, "La famille peut-elle etre considerée comme un sisteme autopoietique?", Therapie familiale, Geneve, vol. 8 n. 1, pp. 99–106, 1979
- Gianfranco Cecchin, "Revisione dei concetti di Ipotizzazione, Circolarità, Neutralita: un Invito alla Curiosità", Ecologia della Mente 5/1988, pp. 29–41.
- Gianfranco Cecchin, Commento a P. Leonardi e Maurizio Viaro, "Evoluzione di una tecnica dell'intervista: il declino discreto della circolarità", Ecologia della Mente, 4/1987, p. 78.
- Gianfranco Cecchin, "How to utilize a therapist's bias", in Jeffrey K. Zeig and Stephen Gilligan (eds.) Brief Therapy: myths, method and methaphors, Brunner/Mazel, N.Y., 1990
- Gianfranco Cecchin, "Emozioni e terapia sistemica", in Ugazio V. (a cura di), Emozioni, soggetto, sistemi, Vita e Pensiero, Milano, 1991
- Gianfranco Cecchin, commento a R. J. Green e M. Herget, "Risultati terapeutici di un'équipe sistemico-strategica: importanza del calore umano del terapeuta e della ristrutturazione attiva", Ecologia della Mente, 12/1991, p. 43., 1991
- Gianfranco Cecchin, "Vino vecchio in bottiglie nuove", Connessioni, 1/1992, pp. 7–12.
- Gianfranco Cecchin, "Linguaggio, azione, pregiudizio", Connessioni, 1, pp. 26–34, 1997
- Gianfranco Cecchin, "La costruzione di possibilità terapeutiche" in McNamee, S., Gergen, K., La Terapia come Costruzione Sociale, Franco Angeli Ed., Milano (anche in Terapia Familiare, 41), 1998
- Gianfranco Cecchin, prefazione a Elsa Jones e Eia Asen, Systemic Couple Therapy and Depression, Karnac Books, London, 1999
- Gianfranco Cecchin, (2001) "Comunicazioni sovrapposte nel gioco del paradosso", 2001 (Sbobinatura relazione a convegno).
- Gianfranco Cecchin, prefazione a Massimo Schinco, O Divina Bellezza, O Meraviglia. Un Terapeuta ascolta Turandot, Carabà Edizioni, Milano, 2002
- Gianfranco Cecchin, Tiziano Apolloni, Idee perfette. Hybris delle prigioni della mente, Franco Angeli, Milano, 2003
- Gianfranco Cecchin, Pietro Barbetta, Dario Toffanetti, "Who was von Foerster, anyway?", Kybernetes: The International Journal of Systems & Cybernetics, vol. 34 Nr. 3/4, pp. 330–342, 2005 (On line[collegamento interrotto])
- Gianfranco Cecchin, Laura Fruggeri, "Consultation with Mental Health Systems in Italy" in Wynne, L.C., McDaniel S., Weber T. (a cura di), Systems consultation: A new perspective for family therapy, New York: Guilford Press, 1986
- Gianfranco Cecchin, Maria Cristina Koch, "I piedi nel piatto", Connessioni, 10, pp. 23–32, 2002
- Gianfranco Cecchin, Gerry Lane, Wendel A. Ray, "Von strategischen Vorgehen zur nicht Intervention", Familiär Dynamik, pp. 3–18, 1991
- Gianfranco Cecchin, Gerry Lane, Wendel A. Ray, The cybernetics of prejudices in the practice of psycotherapy, Karnac books ltd. London, 1992
- Gianfranco Cecchin, Gerry Lane, Wendel A. Ray, Irriverenza: Una strategia di sopravvivenza per i terapeuti, Franco Angeli Ed., Milano, 1992
- Gianfranco Cecchin, Gerry Lane, Wendel A. Ray, "From strategizing to nonintervention: Towards irreverence in systemic practice", Journal of Marital & Family Therapy, 19 (2), pp. 125–136, 1993
- Gianfranco Cecchin, Gerry Lane, Wendel A. Ray, Verità e pregiudizi. Un approccio sistemico alla psicoterapia, Raffaello Cortina Editore, Milano, 1997 (N.B.: non è propriamente la traduzione di "The cybernetics of prejudices" del 1992: il contenuto coincide solo parzialmente, così lo indichiamo come un titolo a sé stante).
- Gianfranco Cecchin, P. Stratton, "Extension of Systemic Consultation from Families to Management", Human Systems, 2, pp. 3–14, 1991
- Teresa Arcelloni, Gianfranco Cecchin, Gabriella Gaspari, ("Lavorare con i grandi gruppi: la terapia sistemica di Bert Hellinger", Connessioni, 9, pp. 143–154, 2001
- Luigi Boscolo, Gianfranco Cecchin, "Training in systemic therapy at the Milan center in family therapy supervision: reset development in practice". in R. Whiffen & J. Byng-Hall (eds.), Family therapy supervision: Recent developments in practice, London, Academy Press, 1982
- Luigi Boscolo, Gianfranco Cecchin, "Il problema della diagnosi dal punto di vista sistemico", Psicobiettivo, 3/1988.
- L. Boscolo, G. Cecchin, D. Campbell, R. Draper, "Twenty more questions", in D. Campbell & R. Draper (a cura di), Applications of systemic family therapy: The Milan approach, New York, Grune & Stratton, 1985
- Luigi Boscolo, Gianfranco Cecchin, Lynn Hoffmann, Peggy Penn, Clinica Sistemica, a cura di Paolo Bertrando, Bollati Boringhieri 2004.
- Mara Selvini Palazzoli, Luigi Boscolo, Gianfranco Cecchin, Giuliana Prata, "The treatment of children trough the brief therapy of their parents", Family Process (vol. 13 n. 4), pp. 429–442, 1974
- Mara Selvini Palazzoli, Luigi Boscolo, Gianfranco Cecchin, Giuliana Prata, "Paradox and Counterparadox. A New Model for the Therapy of the Family in Schizophrenic Transaction", in J. Jørstad and E. Ugelstad (eds.) Schizophrenia 75. Psychotherapy Family Studies, Research 283, 294. Universitetsforlaget, Oslo, Norway, 1975
- Mara Selvini Palazzoli, Luigi Boscolo, Gianfranco Cecchin, Giuliana Prata, Paradosso e Controparadosso. Un nuovo modello nella terapia della famiglia a transazione schizofrenica, Feltrinelli, Milano, 1975. Ristampato nel 2003 da Raffaello Cortina Editore con nuova prefazione di Pietro Barbetta.
- Mara Selvini Palazzoli, Luigi Boscolo, Gianfranco Cecchin, Giuliana Prata, "La prima seduta di una terapia familiare sistemica", Terapia Familiare, 2, 1977
- Mara Selvini Palazzoli, Luigi Boscolo, Gianfranco Cecchin, Giuliana Prata, ("Die erste Sitzung einer Systemischen Familientherapie", Familiendynamik, 3, pp. 197–207, 1977
- Mara Selvini Palazzoli, Luigi Boscolo, Gianfranco Cecchin, Giuliana Prata, "Family rituals. A powerful tool in family therapy", Family Process (vol.16 n. 4), pp. 445–453, 1977
- Mara Selvini Palazzoli, Luigi Boscolo, Gianfranco Cecchin, Giuliana Prata, "A ritualised prescription in family therapy: odd days and even days", Journal of marriage and family counselling, 4, pp. 3–9, 1978
- Mara Selvini Palazzoli, Luigi Boscolo, Gianfranco Cecchin, Giuliana Prata, "Il problema dell'inviante in terapia familiare", in Selvini, M. (a cura di), Cronaca di una ricerca. La Nuova Italia Scientifica, Roma, 1988.
- Mara Selvini Palazzoli, Luigi Boscolo, Gianfranco Cecchin, Giuliana Prata, 1980 "Hypothesizing-circularity-neutrality: three guidelines for the conduction of session", Family Process (vol. 19 n. 1), trad. it. "Ipotizzazione, circolarità, neutralità", Terapia Familiare, 7, 1980.